# Kurucsai Csaba
Kurucsai Csaba (Budapest, 1948. január 23. –) magyar jogász, politikus, országgyűlési képviselő. A Kereskedelmi és Gazdasági Főiskola címzetes docense. A Baranya Megyei Közigazgatási Kamara elnöke.

## Életpályája

### Iskolái
1970–1975 között a Janus Pannonius Tudományegyetem Jogtudományi Karának hallgatója volt.

### Pályafutása
1975–1979 között a Pécsi Járási Hivatal előadója és főelőadója volt. 1979–1990 között a Baranya Megyei Tanács főmunkatársa volt. 1994–1998 között a Magyar Közigazgatási Kar elnökségi tagja volt. 1995-től a Polgári Kör Baranyáért Egyesület elnöke. 1996-tól a Baranya Barátainak Köre alelnöke.

### Politikai pályafutása
1990–1992 között az SZDSZ tagja volt. 1990–1998 között a Baranya Megyei Közgyűlés alelnöke (1995–1998: FKGP-Polgári Kör) volt. 1994-től az FKGP tagja. 1998–2002 között országgyűlési képviselő (Baranya megye; FKGP) volt. 1998–2002 között az Európai integrációs ügyek bizottságának alelnöke volt. 2000–2001 között Az országgyűlési képviselők vagyoni helyzetét vizsgáló bizottság tagja volt. 2001-ben az Idegenforgalmi bizottság tagja volt. 2001–2002 között az Ügyrendi bizottság tagja volt.